# Бахтызинский сельсовет
Бахтызинский сельсовет — сельское поселение в Вознесенском районе Нижегородской области.
Административный центр — село Бахтызино.

## История
Статус и границы сельского поселения установлены Законом Нижегородской области от 15 июня 2004 года № 60-З «О наделении муниципальных образований - городов, рабочих посёлков и сельсоветов Нижегородской области статусом городского, сельского поселения».
Законом Нижегородской области от 11 августа 2009 года № 118-З сельские поселения Бахтызинский сельсовет и Суморьевский сельсовет объединены в сельское поселение Бахтызинский сельсовет.

## Население
| 2002  | 2010  | 2012  | 2013  | 2014  | 2015  | 2016  |
| ----- | ----- | ----- | ----- | ----- | ----- | ----- |
| 1492  | ↘1237 | ↘1191 | ↘1165 | ↘1125 | ↘1099 | ↗1104 |
| 2017  | 2018  | 2019  | 2020  | 2021  |       |       |
| ↘1078 | ↘1043 | ↘1025 | ↘1023 | ↗1034 |       |       |

## Состав сельского поселения
| № | Населённый пункт | Тип населённого пункта       | Население |
| - | ---------------- | ---------------------------- | --------- |
| 1 | Бахтызино        | село, административный центр | ↘723      |
| 2 | Вещерка          | деревня                      | ↘10       |
| 3 | Китаевка         | деревня                      | ↘2        |
| 4 | Козлейка         | деревня                      | ↘27       |
| 5 | Мельсеватовка    | деревня                      | ↘16       |
| 6 | Сарма            | деревня                      | ↘29       |
| 7 | Суморьево        | село                         | ↘430      |